# Hot Milk (film)
Pour les articles homonymes, voir Hot Milk.
Pour plus de détails, voir Fiche technique et Distribution.
Hot Milk est un film espagnol réalisé par Ricardo Bofill en 2005.

## Synopsis
Esther travaille dans une laiterie perdue dans les montagnes, mais elle veut devenir danseuse.

## Fiche technique
- Titre : Hot Milk
- Réalisateur : Ricardo Bofill
- Scénario :
- Format : Couleurs
- Durée :
- Date de sortie :
- Pays :  Espagne
- Durée : 90 minutes

## Distribution
- Ana Turpin : Esther
- Enrique San Francisco : Tanit
- Sergio Pazos : Panorámix
- Laura Domínguez : Washaba
- Vanessa Otero : Grace
- Iván Morales : Álex
- Eloi Yebra : El Rata
- Zoe Berriatúa : Álvaro
- Macarena Gómez : Lula
- Daniel González : Lucas
- Marcos Canas
- Santi Ibáñez
- Vicente Gil
- Oscar Badía : Óscar
- Elisabet Castellví
- Sara Da Pin Up